# Noah Glass
Noah Glass é um desenvolvedor de software norte-americano, mais conhecido por seus primeiros trabalhos de lançamento do Twitter e Odeo, uma empresa de podcasting que foi fechado em 2007.

## Carreira
Depois de deixar a Industrial Light & Magic, Noah trabalhou em vários projetos com Marc Center, fundador da Macromind, que mais tarde tornou-se Macromedia. Noah mais tarde desenvolveu um aplicativo que permitisse a um usuário publicar arquivos de áudio em um blog usando o telefone celular. Seu start-up chamado AudBlog em seguida, fundiu-se com a empresa Odeo liderada por Evan Williams.
Em 2006, enquanto trabalhava na Odeo, Noah participou da criação e desenvolvimento do que viria a ser Twitter. Noah não foi apenas um dos membros do desenvolvimento inicial do projeto, ele é conhecido como sendo responsável por cunhar o nome "Twitter", que começou como a versão abreviada "twttr", e mais tarde foi alterada para "Twitter". No livro Hatching Twitter, por Nick Bilton, Noah é dado crédito como o cofundador do Twitter, tendo ajudado a realizar a ideia e construir um dos seus principais recursos.